# بالگردگاه تیبرلند شاپ
بالگردگاه تیبرلند شاپ (به انگلیسی: Timberland Shop Heliport) یک فرودگاه خصوصی است. این فرودگاه در کشور آمریکا قرار دارد و در ارتفاع ۶۴۰ متری از سطح دریا واقع شده‌است.